# Aphytis alami
Aphytis alami är en stekelart som beskrevs av Agarwal 1964. Aphytis alami ingår i släktet Aphytis och familjen växtlussteklar. Inga underarter finns listade i Catalogue of Life.